# Uwe Röhrhoff

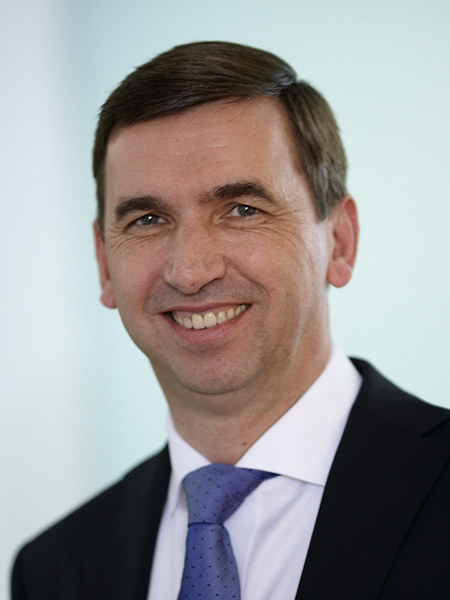
Uwe Röhrhoff

Uwe Röhrhoff (* 1962 in Mönchengladbach) ist ein deutscher Manager. Er war von 2010 bis zum 31. August 2017 der Vorstandsvorsitzende des Pharma-Verpackungsherstellers Gerresheimer.
Röhrhoff war in seiner Jugend Mitglied des 1. FC Mönchengladbach, dessen Präsident er später wurde.
Röhrhoff studierte an der Uni Köln Betriebswirtschaftslehre und schloss dieses Studium als Diplom-Kaufmann ab. Er begann seine berufliche Karriere in der Finanzabteilung der Scheidt & Bachmann GmbH in Mönchengladbach. 1991 fing er im Controlling des Behälterglasherstellers Gerresheimer an. 1996 wurde er zum Aufbau des dortigen Geschäftes in die USA geschickt. Ab 1998 leitete er den Behälterglasbereich international. Er sanierte erfolgreich das Gerresheimer Werk im oberfränkischen Tettau. Seit 2001 leitete er den gesamten internationalen Glasbereich. Von 2001 bis 2010 war er Leiter der amerikanischen Tochterfirma Gerresheimer Glass Inc. Seit 2003 war er im Vorstand der Gerresheimer AG besonders verantwortlich für die Bereiche Behälterglas (Moulded Glass) und Laborglas (Tubular Glass). 2010 legte er die Verantwortung für das Laborglas nieder und wurde an Stelle von Axel Herberg neuer Vorstandsvorsitzender. Daneben war er noch Aufsichtsratsvorsitzender und -mitglied bei diversen Tochtergesellschaften. Ende August 2017 ist er bei Gerresheimer ausgeschieden.
Vom 15. Januar bis Anfang Oktober 2018 war er Präsident und CEO des irischen Pharmakonzerns Perrigo.